# هوليس روبنز
هوليس روبنز (بالإنجليزية: Hollis Robbins)‏ هي صحفية أمريكية، ولدت في 1963.